# 70715 Allancheuvront
70715 Allancheuvront è un asteroide della fascia principale. Scoperto nel 1999, presenta un'orbita caratterizzata da un semiasse maggiore pari a 2,5541779 UA e da un'eccentricità di 0,1977034, inclinata di 5,58272° rispetto all'eclittica.